# Sori Madingin Pp
Sori Madingin Pp is een bestuurslaag in het regentschap Tapanuli Selatan van de provincie Noord-Sumatra, Indonesië. Sori Madingin Pp telt 298 inwoners (volkstelling 2010).